# SchilliX
SchilliX és una distribució Live CD del sistema operatiu OpenSolaris. OpenSolaris va ser llançat per primera vegada el 14 de juny de 2005; SchilliX va ser llançat el 17 de juny de 2005. Els seus desenvolupadors comenten que és la primera distribució de OpenSolaris. Els desenvolupadors inicials de SchilliX són Jörg Schilling, Fabian Otto, Thomas Blaesing, i Tobias Kirschstein. La versió actual és 0.5.1 (2 de març de 2006). El gener de 2007, el projecte té solament dos desenvolupadors que treballen en ell, Schilling i Otto.